# Gorlois
Nelle leggende arturiane Gorlois è duca di Cornovaglia, vassallo di Ambrosio Aureliano e primo marito di lady Igraine, fino a quando costei fu presa in moglie da Uther Pendragon, con cui concepì Artù. Le versioni successive del mito attribuiscono a Gorlois e Igraine un folto numero di figli, tra cui Elaine, Morgause o Anna e la Fata Morgana.
Secondo la Historia Regum Britanniae di Goffredo di Monmouth, Uther si innamorò di Igraine e per averla fece guerra a Gorlois. Uther chiese l'aiuto di Merlino, che con un sortilegio diede allo spasimante le sembianze del marito di Igraine. Grazie a questa magia Uther giacque con Igraine, concependo così Artù. Intanto Gorlois fu ucciso quella stessa notte e alla fine Igraine sposò Uther.
Opere tarde come il Ciclo della vulgata o La morte di Artù di sir Thomas Malory ampliano questa leggenda, affermando che le figlie di Gorlois sposarono i vassalli di Uther: Elaine andò a re Nentres, Morgause a re Lot e, dopo essere stata educata in convento, Morgana a re Urien. Dopo la nascita, Artù fu portato via da Merlino e cresciuto in incognito da Sir Ector.